# Amaniastabarqa

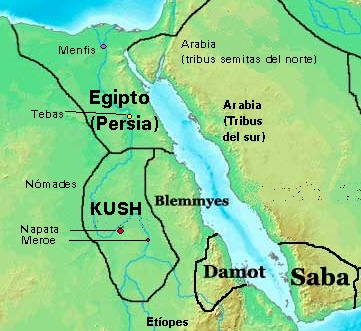
Mapa de Kush, a. C.

Amaniastabarqa fue rey de Kush (Nubia) entre 510 a. C. - 487 a. C. del llamado período Napata.
Otras grafías de su nombre son: Amaniastabarqo, Amani-astabarqo, Amanistabara-qo.

## Biografía

Mapa de Napata.

Fue hijo del rey Karkamani, quien reinó entre el 519 y el 510  a. C.
Tomó como nombre real el de Setepkara y como nombre de Horus el de Suti. Esto último es una excepción: en este período no suelen mencionarse los nombres Horus de los reyes, lo que representa una discontinuidad con la tradición de la Dinastía XXV. De hecho, si bien tradicionalmente son nombres egipcios, el de Amaniastabarqa sería una invención kushita.

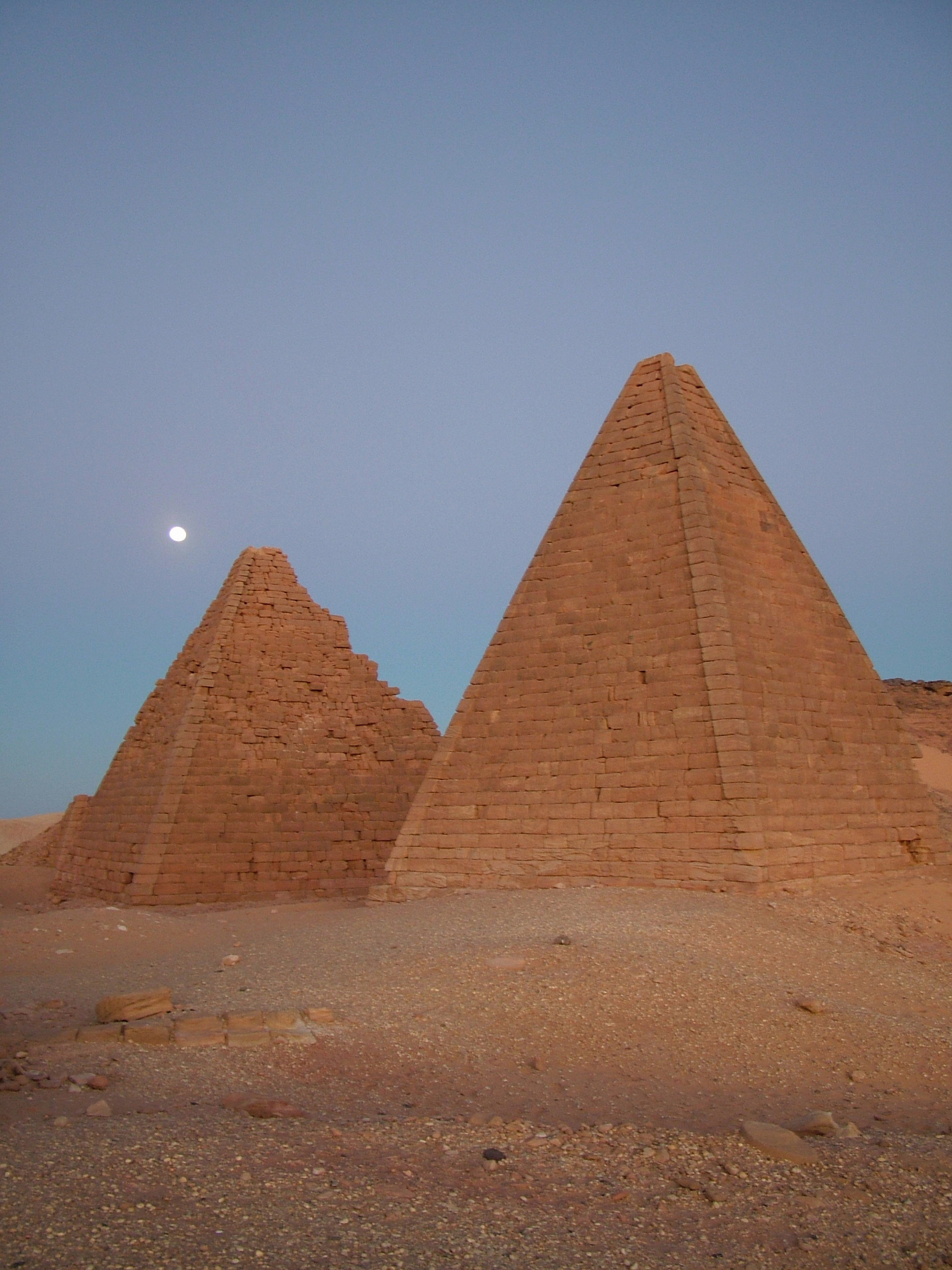
Pirámides de Barkal.

Murió en 487 a. C. y según la mayor parte de los historiadores le sucedió su hijo Siaspiqa. Según algunas líneas dinásticas, a su muerte asumió el poder su hermano Astabarqameni, lo que no sería extraño teniendo en cuenta que entre los kushitas la sucesión era en primer lugar entre hermanos y, solo extinguida la primera generación, el poder pasaba a los hijos. Según esta costumbre, a Astabarqameni le sucedieron sus hijos Asasheraq y brevemente Weterik, tras lo que finalmente en 478 a. C. habría asumido Siaspiqa.
Fue enterrado en la necrópolis de Nuri. Su pirámide es la clasificada como N.º 2. En su tumba se encontró un cilindro, una placa de oro y un vaso votivo. En una iglesia cristiana se encontró también una estela (actualmente el Boston Museum of Fine Arts), que había sido usada como material de construcción, con textos religiosos.

### Imágenes
- Cerámica, Museo of Fine Arts, Boston (enlace roto disponible en Internet Archive; véase el historial, la primera versión y la última).

| Predecesor: (Período Napata) - Karkamani | Rey de Kush Período Napata | Sucesor: Siaspiqa - (Período Napata) |

- Datos: Q454401